# Dmitrij Skurichin
Dmitrij Nikolajevič Skurichin (rusky Дми́трий Никола́евич Скури́хин; 1. prosince 1974, Russko-Vysockoje, Leningradská oblast) je ruský podnikatel, veřejný činitel a aktivista, kterého ruské úřady stíhali kvůli údajné opakované „diskreditaci ruské armády“. Popsal svůj obchod názvy ukrajinských měst, která se v posledním roce stala terčem ruských útoků. Dne 24. února 2022, v den zahájení ruské invaze na Ukrajinu, se nechal vyfotografovat, jak s omluvou „Promiň, Ukrajino“ klečí před svým obchodem. Dne 25. února byl zatčen a 3. srpna odsouzen k jednomu a půl roku odnětí svobody.